# Station Rilland-Bath
Rilland-Bath is een spoorwegstation in de Zeeuwse gemeente Reimerswaal, gelegen aan de lijn Roosendaal - Vlissingen. Het station ligt in de buurtschap Stationsbuurt, ruim een kilometer ten noordwesten van het dorp Rilland, waarvan het gescheiden wordt door de A58.
Het station werd geopend in 1872. In oktober 1945 werd het stationsgebouw door brand verwoest. 
Het laatste stationsgebouw dateerde uit 1951 en werd ontworpen door Sybold van Ravesteyn; in het voorjaar van 2006 werd het gesloopt. De perrons zijn geplaatst volgens de bajonetligging, dat wil zeggen schuin tegenover elkaar, aan weerszijden van de overweg. Het station werd vernoemd naar de voormalige gemeente Rilland-Bath.
Ten behoeve van voor- en natransport zijn er fietskluizen en een onbewaakte fietsenstalling aanwezig.

## Dienstregeling Rilland-Bath
De volgende treinen van de NS doet station Rilland-Bath aan in de dienstregeling 2025:
| Serie | Treinsoort     | Route | Bijzonderheden |
| ----- | -------------- | --- | --- |
| 2200  | Intercity (NS) | Amsterdam Centraal – Amsterdam Sloterdijk – Haarlem – Leiden Centraal – Den Haag HS – Delft – Schiedam Centrum – Rotterdam Centraal – Dordrecht – Roosendaal – Rilland-Bath – Vlissingen | Rijdt op weekdagen overdag 1x/uur en vormt een halfuurdienst met series 2300 (tussen Amsterdam Centraal en Roosendaal) en 6500 (tussen Roosendaal en Vlissingen). 's Avonds en in het weekend rijdt deze serie 2x/uur. |
| 6500  | Sprinter (NS)  | Roosendaal – Bergen op Zoom – Rilland-Bath – Goes – Middelburg – Vlissingen | Rijdt doordeweeks 1x per uur. Rijdt niet 's avonds en in het weekend. |

In de late avond rijdt de op een na laatste Intercity richting Amsterdam Centraal niet verder dan Rotterdam Centraal. De laatste Intercity rijdt zelfs niet verder dan Roosendaal. Deze twee laatste treinen stoppen tot Roosendaal op alle tussengelegen stations.

## Voor- en natransport
De volgende buslijnen stoppen bij station Rilland-Bath:
| Lijn | Route | Vervoerder                          | Soort     | Opmerkingen                                                                      |
| ---- | --- | ----------------------------------- | --------- | -------------------------------------------------------------------------------- |
| 594  | Rilland - Krabbendijke - Oostdijk - Waarde - Kruiningen - Station Kruiningen-Yerseke                                    | Connexxion                          | Buurtbus  | Rijdt niet 's avonds en in het weekend                                           |
| 643  | Goes - Krabbendijke - Tholen - Oud-Vossemeer - Sint Philipsland - Sint-Annaland                                         | Van Oeveren & AMZ i.o.v. Connexxion | Schoolbus | 's Ochtends in de richting van Goes, 's middags in de richting van Sint-Annaland |
| 644  | Stavenisse - Sint-Maartensdijk - Tholen (← Stationsbuurt) - Krabbendijke - Kruiningen - (Biezelinge ← Kloetinge ←) Goes | AMZ i.o.v. Connexxion               | Schoolbus | 's Ochtends in de richting van Goes; 's middags in de richting van Stavenisse    |
| 994  | Kruiningen - Waarde - Oostdijk - Krabbendijke - Rilland                                                                 | GVC                                 | Haltetaxi | Rijdt alleen 's avonds en in het weekend                                         |

## Afbeeldingen

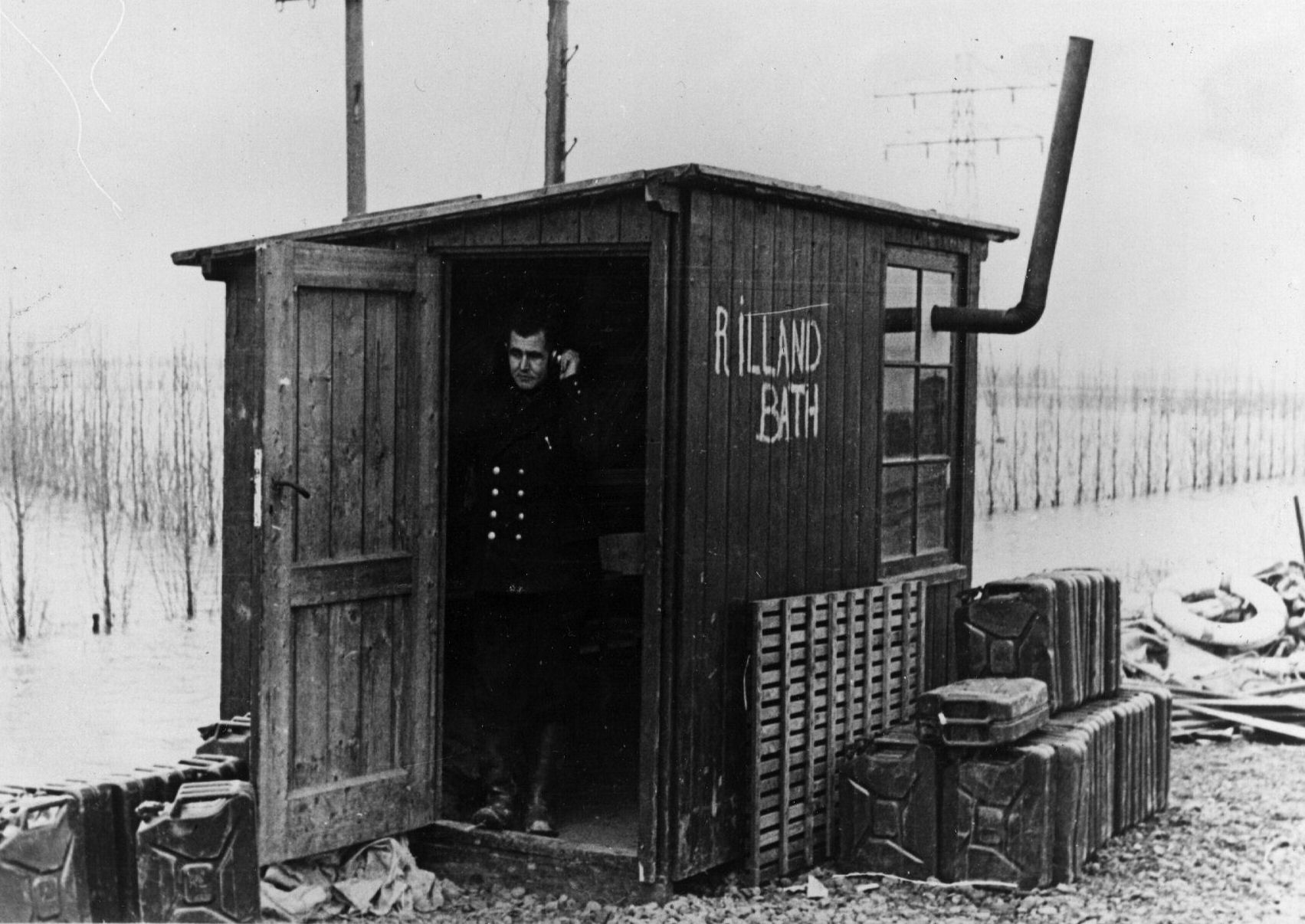
Het noodstation kort na de watersnoodramp in 1953.
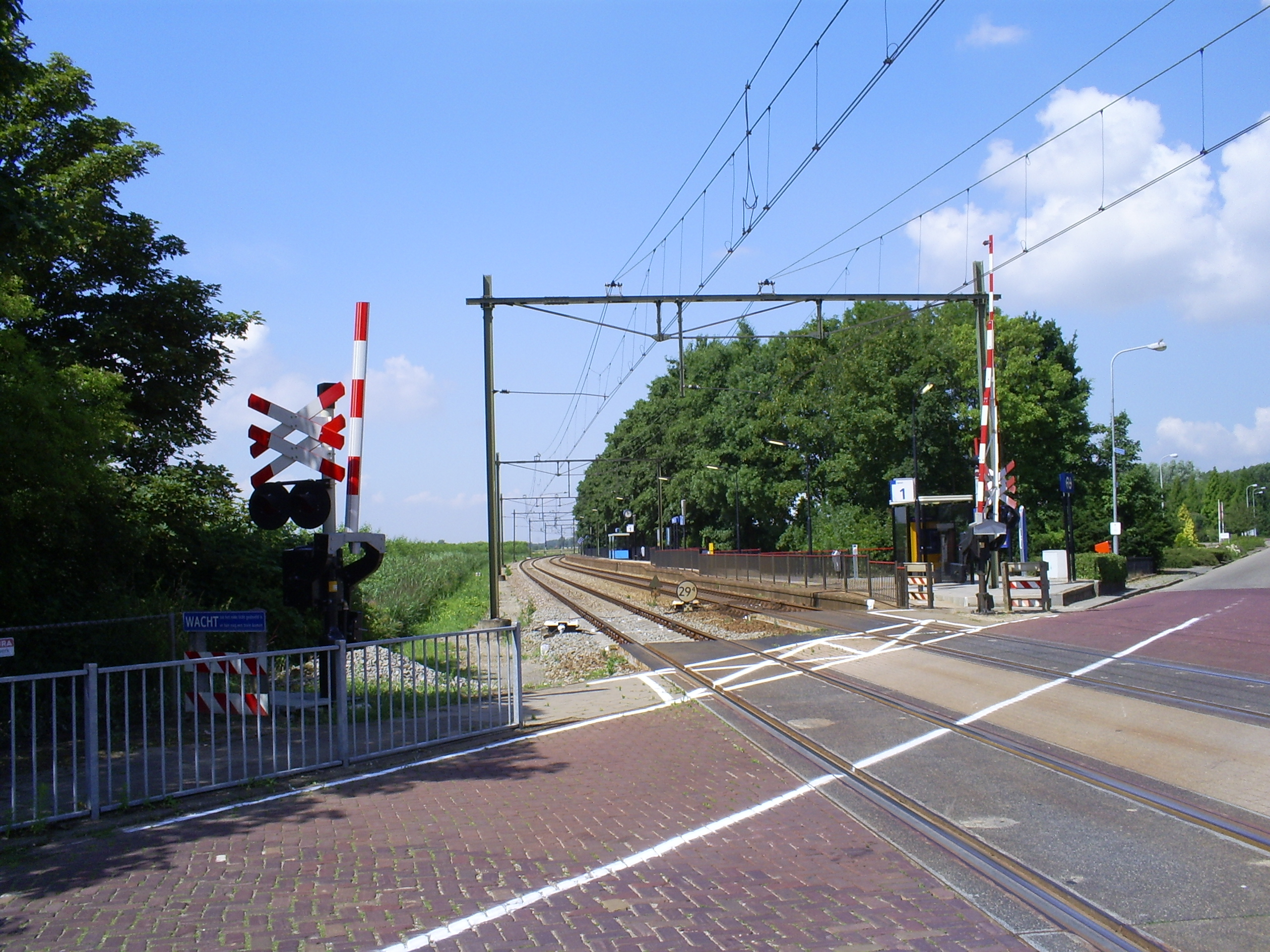
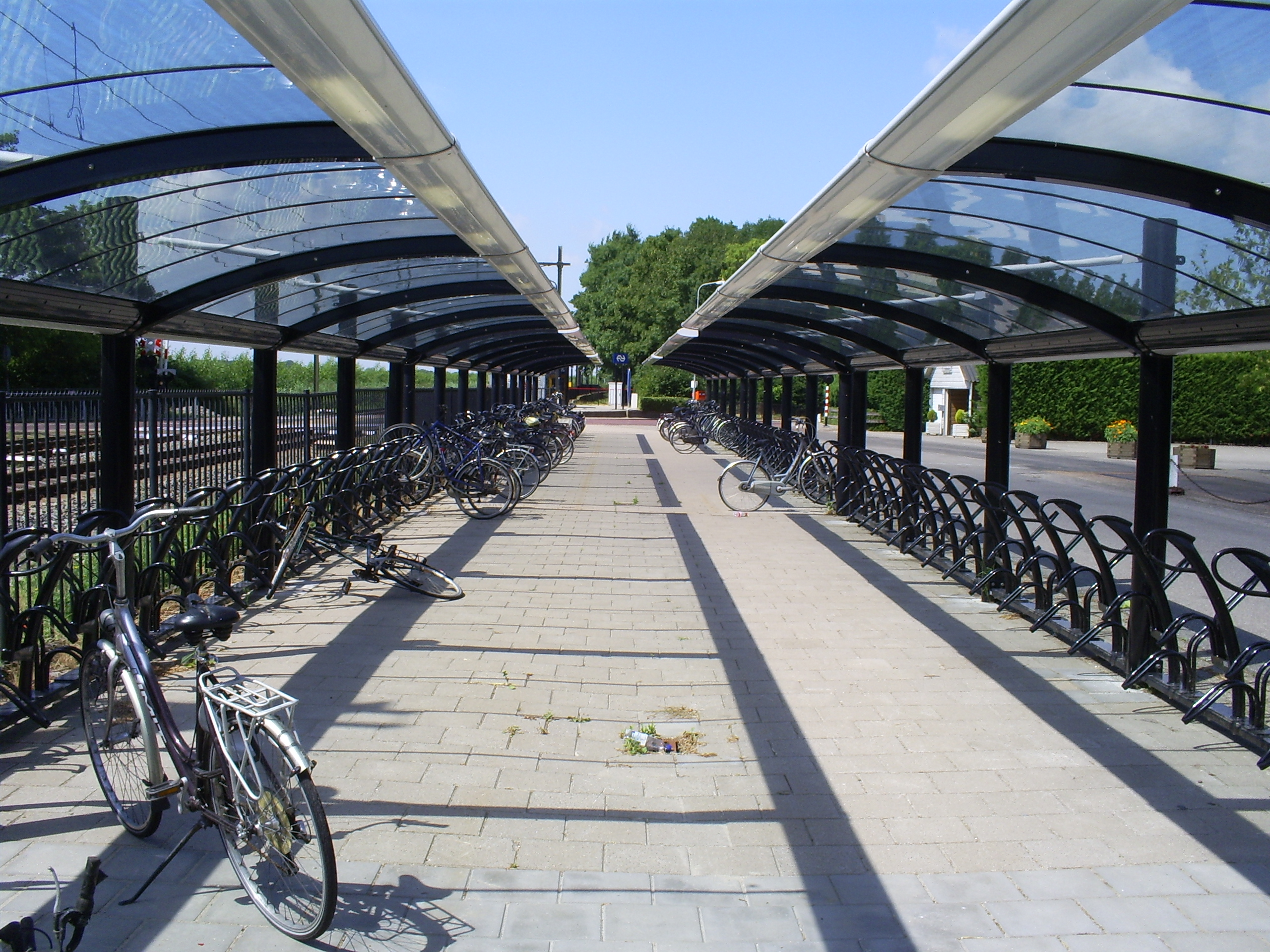
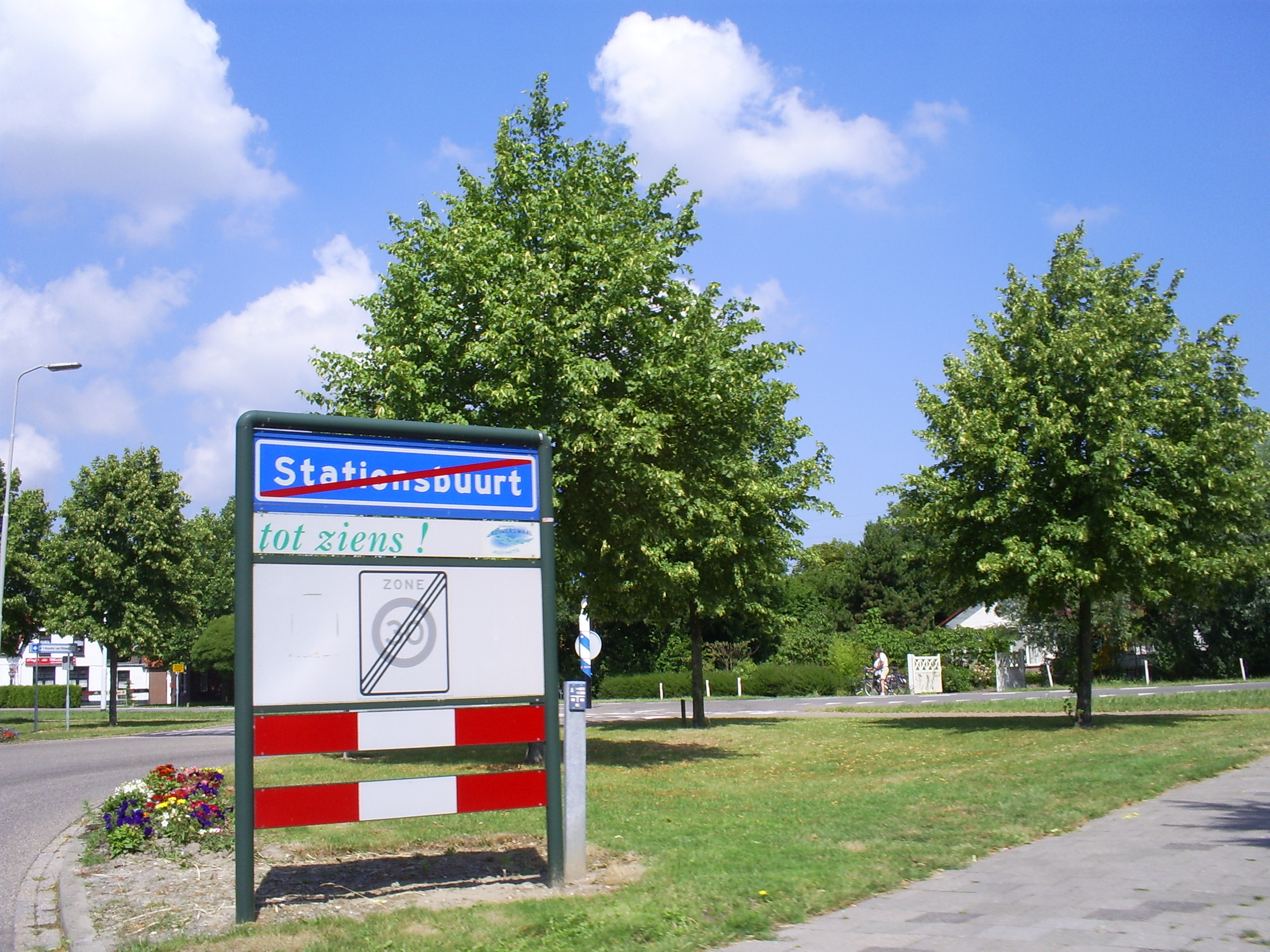
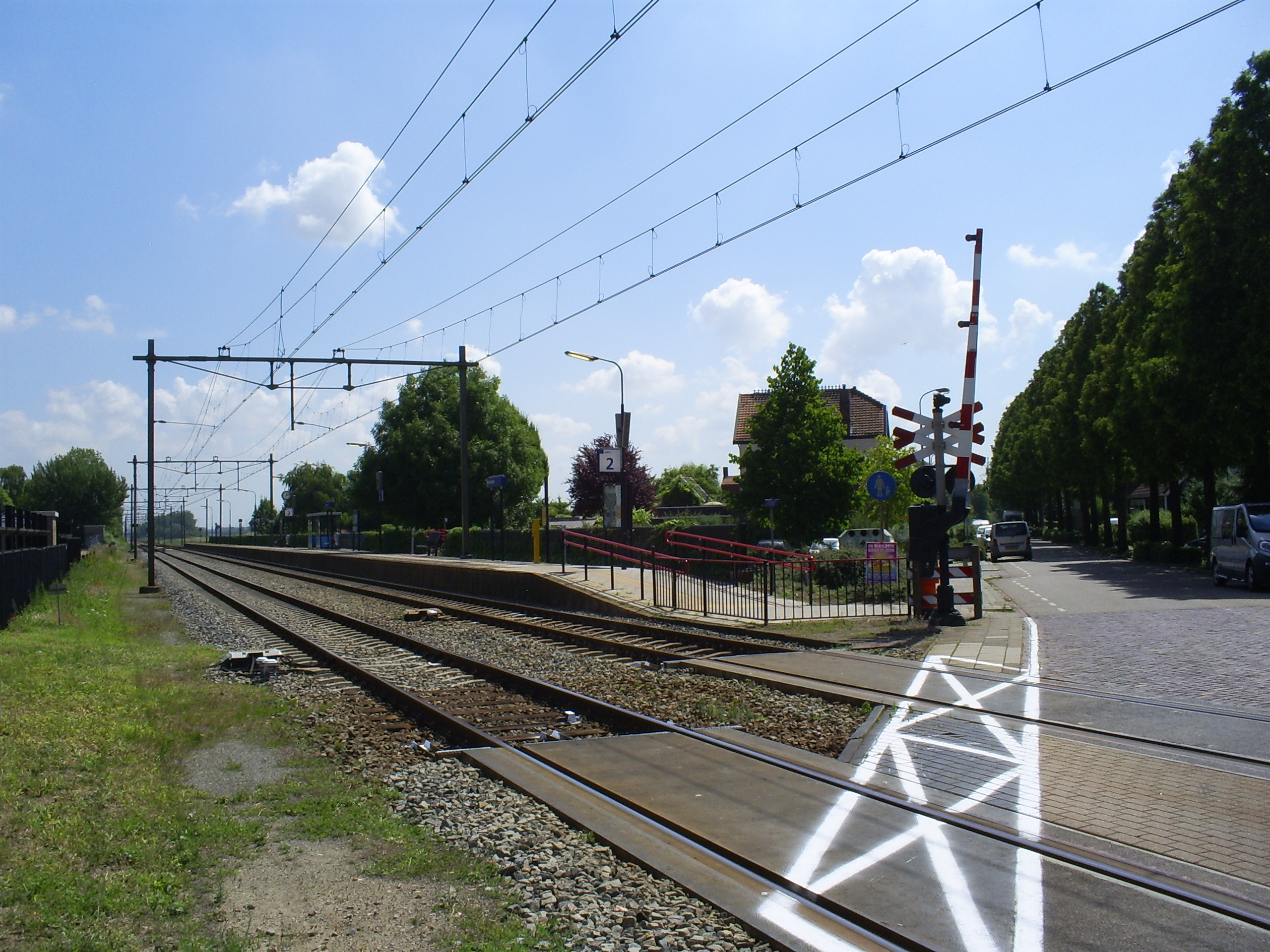
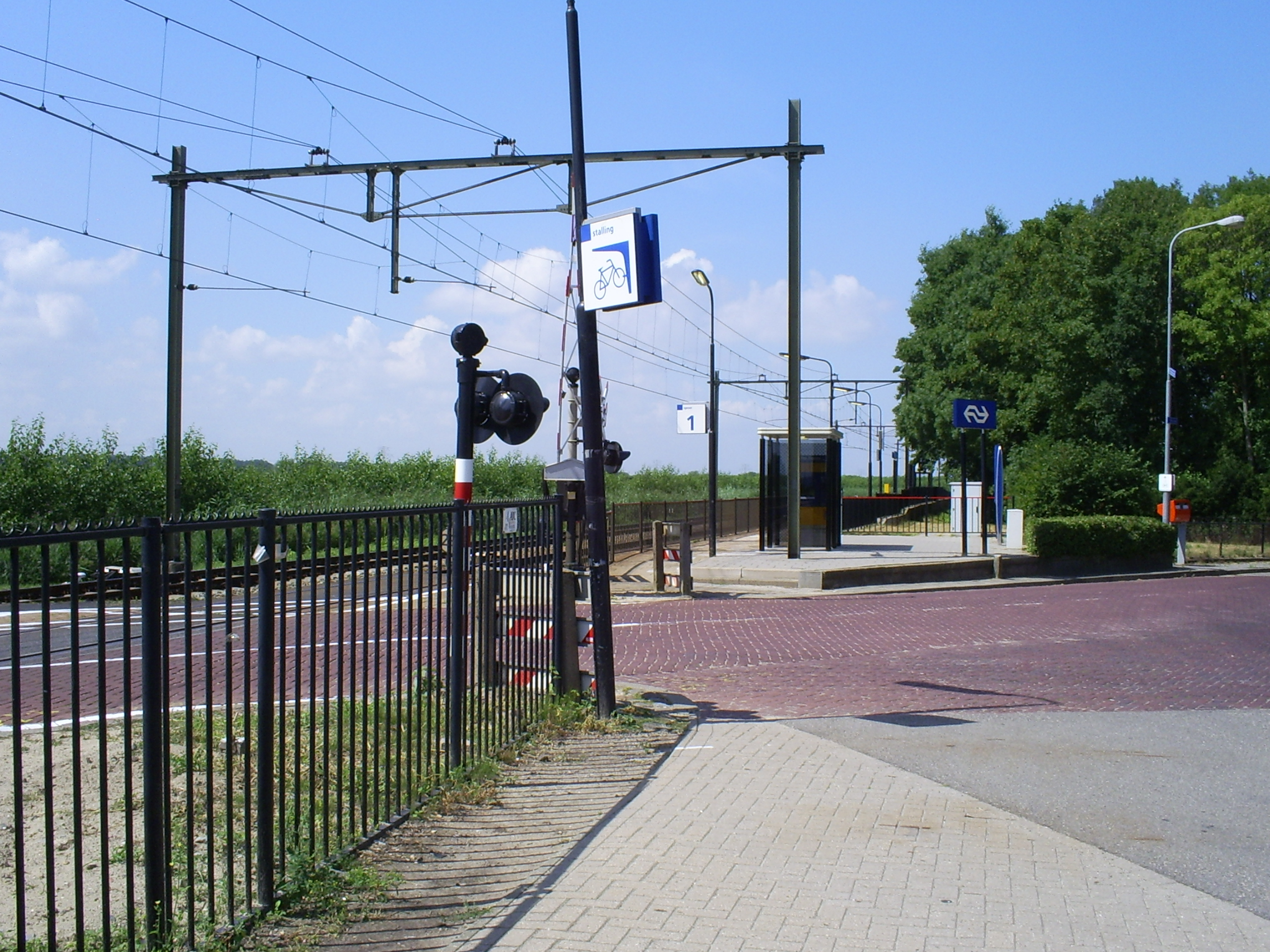
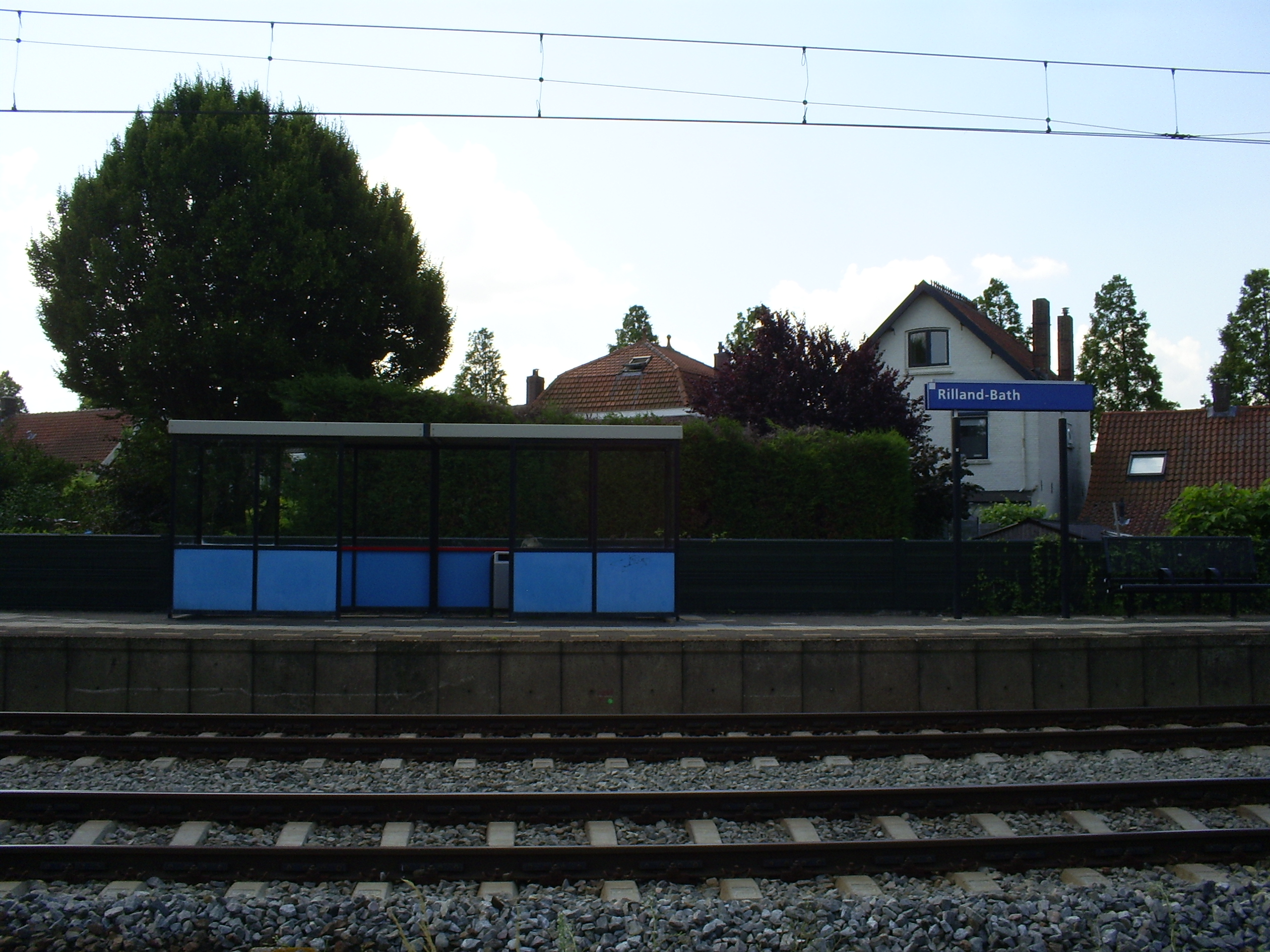
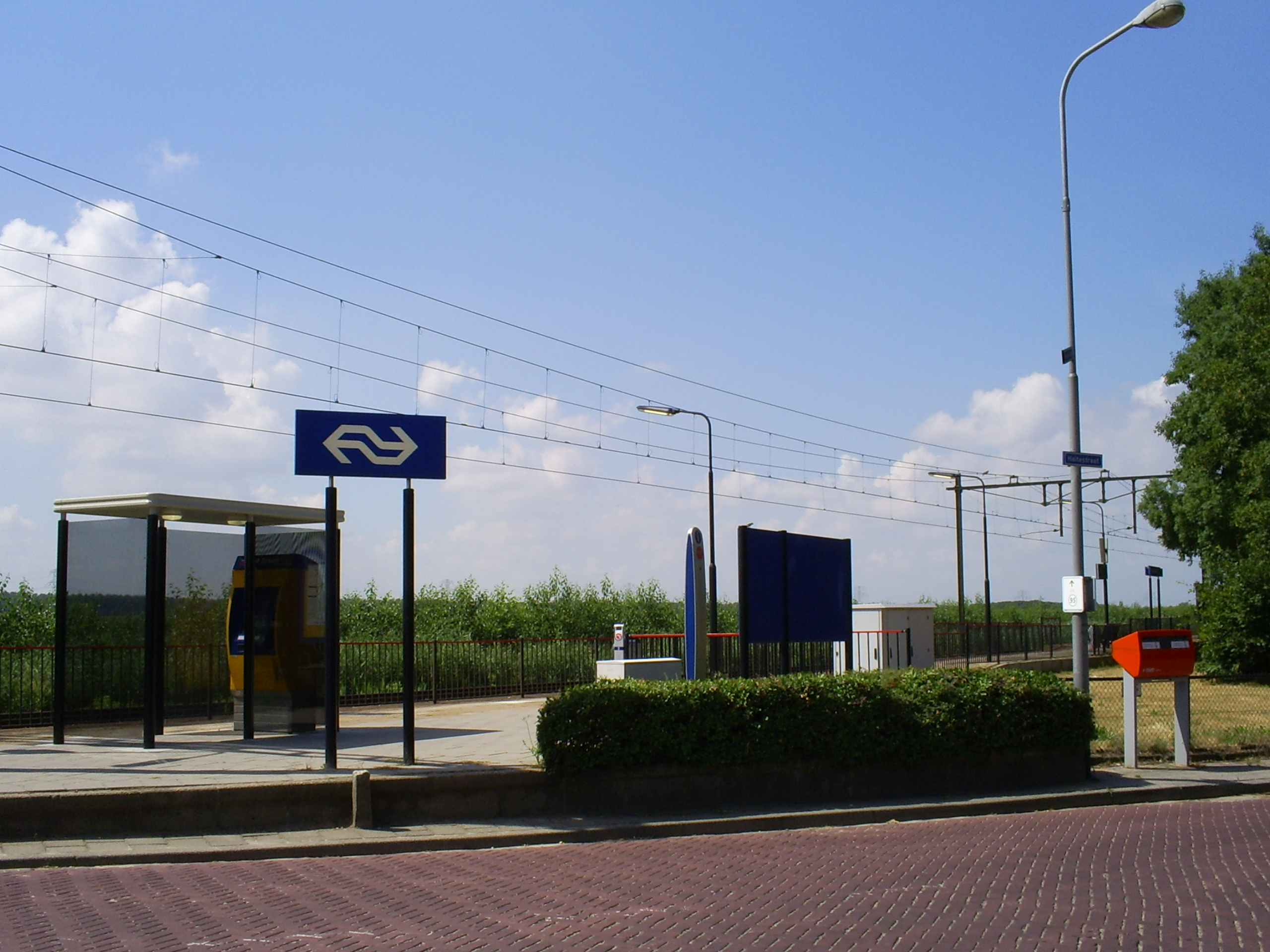
Station in 2008
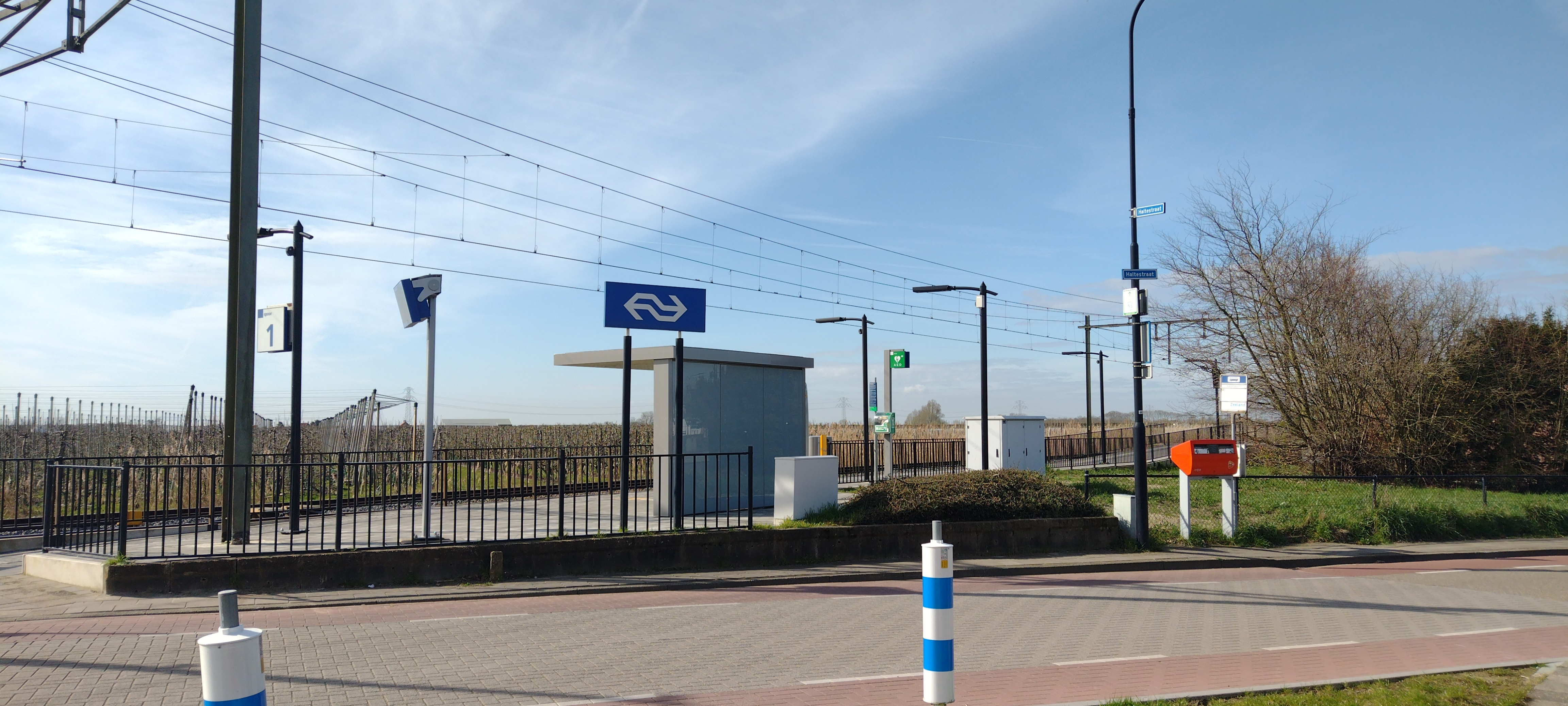
Station in 2024
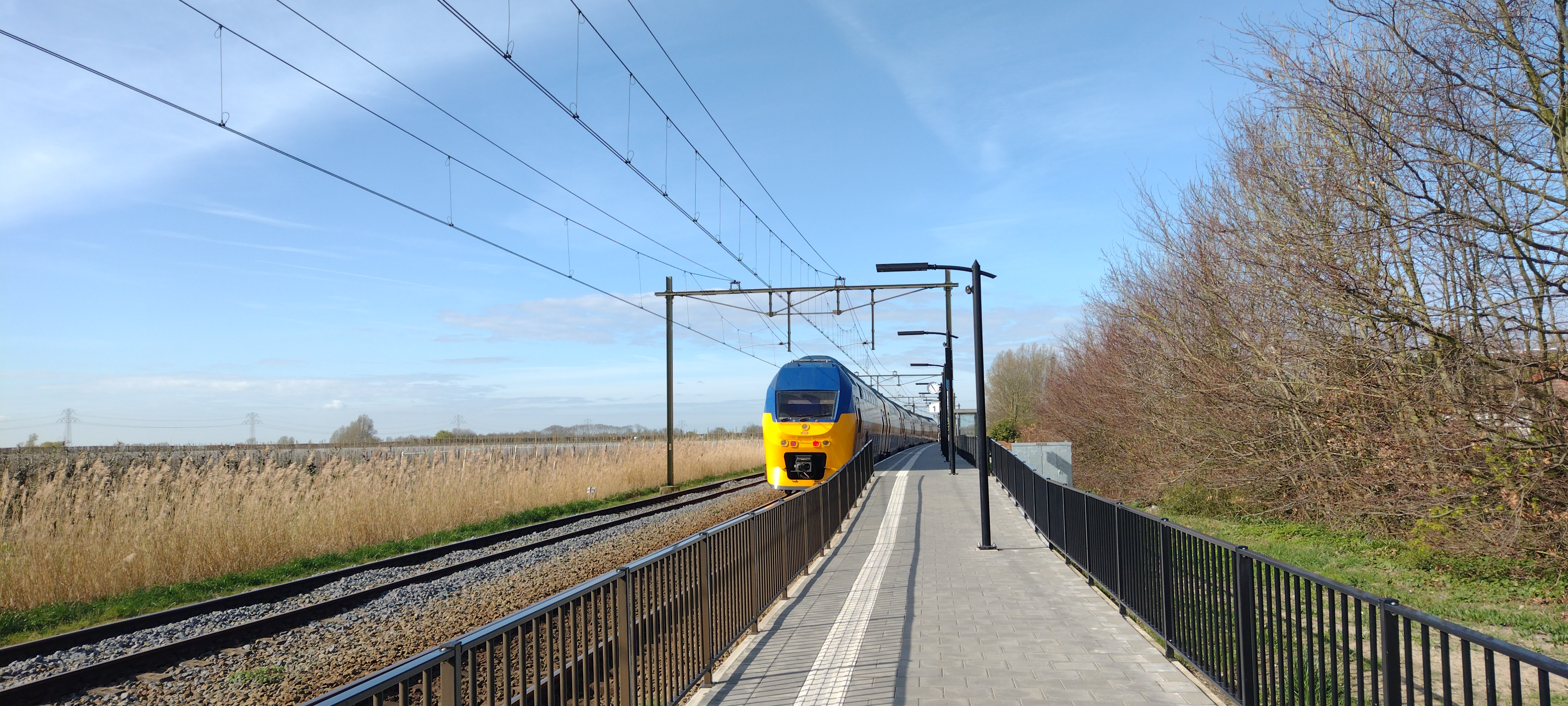
VIRMm2/3 op het station

## Ontwikkeling aantal reizigers
Het aantal door NS vervoerde reizigers (per gemiddelde werkdag) ontwikkelde zich sedert 2019 als volgt:
| Jaar | Aantal reizigers |
| ---- | ---------------- |
| 2019 | 464              |
| 2020 | 297              |
| 2021 | 314              |
| 2022 | 367              |
| 2023 | 386              |
| 2024 | 365              |

0,0: Roosendaal ·
6,6: Wouw ·
12,5: Bergen op Zoom ·
18,4: Woensdrecht ·
28,2: Rilland-Bath ·
31,5: Krabbendijke ·
Oostdijk ·
38,2: Kruiningen-Yerseke ·
40,3: Vlake ·
44,1: Kapelle-Biezelinge ·
49,2: Goes ·
54,3: 's-Heer Arendskerke ·
Noord Kraaijert ·
64,5: Arnemuiden ·
68,3: Middelburg ·
71,0: Oost Souburg ·
72,0: Vlissingen Souburg ·
73,7: Vlissingen Stad ·
74,4: Vlissingen
Arnemuiden · 
Goes · 
Kapelle-Biezelinge · 
Krabbendijke · 
Kruiningen-Yerseke · 
Middelburg · 
Rilland-Bath · 
Vlissingen · 
-Souburg
Voormalige stations: zie de lijst van voormalige spoorwegstations in Zeeland